# Liubov Xóguina
Liubov Xóguina (en rus: Любовь Шогина) va ser una ciclista soviètica. Va guanyar una medalla de bronze Campionats del món en Persecució de 1960 per darrere de Beryl Burton i Marie-Thérèse Naessens.